# 德里印度理工学院
德里印度理工学院（英語：Indian Institute of Technology, Delhi，简写作IIT-Delhi或IIT-D）或譯印度理工學院德里分校，为印度德里市的一所理工类大学。屬於印度理工學院系統之一。

## 历史
1961年，德里理工学院创建。1968年，正式更名为德里印度理工学院。

## 著名人物
- 維諾德·柯斯拉
- Rajendra S. Pawar